# 里珀丹 (加利福尼亞州)
里珀丹（英語：Ripperdan）是位於美國加利福尼亞州馬德拉縣的一個非建制地區。該地的面積和人口皆未知。

## 地理
里珀丹的座標為36°51′05″N 120°03′22″W / 36.85139°N 120.05611°W，而該地的平均海拔高度為129米（即422英尺）。